# Reuss András

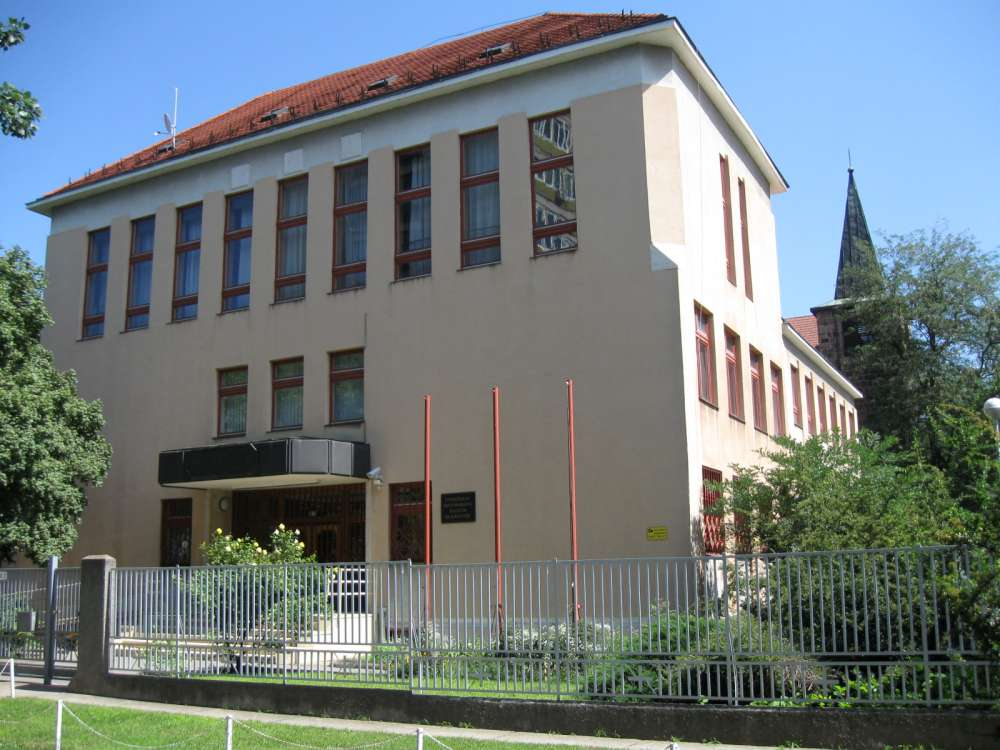
Evangélikus Hittudományi Egyetem – Budapest, XIV. kerület. 2009-ben. Reuss András dékán, majd rektor (1992–1998)

Reuss András (Budapest, 1938. július 11. –) evangélikus lelkész, teológiai egyetemi tanár, dékán, rektor, a zsinat egyházi elnöke, 2008-tól emeritus professzor.

## Életpályája
Reuss László (Resicabánya, 1901. november 3. – Bécs, 1996. január 10.) okleveles gépészmérnök és Burchard-Bélaváry Anna (Székesfehérvár, 1903. június 24. – Budakeszi, 1946. február 1.) gyermekeként született. Az elemi iskola első osztályát 1944 őszén a budapesti Bécsi kapu téri evangélikus iskolában kezdte és Orosházán fejezte be 1945-ben. Kisebb testvéreivel együtt a Nemzeti Segély otthonában helyezték el és innen járt a svábhegyi Diana úti iskolába édesanyja betegsége miatt, akinek halála után a lágymányosi Bocskai úti iskolában végezte el az alsó tagozatot, a Bartók Béla út 27. alatti és a Váli utcai általános iskolában a felső tagozatot.
1952-ben felvették a Lónyay Utcai Református Gimnáziumba, de annak államosítása miatt a XI. kerületi József Attila Gimnázium reáltagozatában érettségizett 1956-ben kitűnő eredménnyel, amely után mindjárt felvették a Marx Károly Közgazdasági Egyetem külkereskedelmi karára. Mégis az akkori Evangélikus Teológiai Akadémiát választotta, amelyet kitűnő eredménnyel 1961-ben végzett el.
Vető Lajos püspök avatta lelkésszé. Doktori értekezését 1984-ben védte meg, disszertációjának címe: „Pál apostol etikája a modern újszövetségi kutatásban”.

## Munkahelyei, beosztásai
- 1961. augusztus 1.–1963. január 15. Segédlelkész Sopronban.
- 1963. január 16.–június 30. Segédlelkész Ózdon.
- 1963. július 1.–1964. december 15. Segédlelkész Rudabányán.
- 1964. december 16.–1968. augusztus 31. Lelkész Csögle községben.
- 1968. szeptember 1.–1969. szeptember 30. Segédlelkész Budapesten a Bécsikapu téri gyülekezetben.
- 1969–1970. Külföldi tanulmányút. Egyháza a Hilfswerk der Evangelischen Kirchen in der Schweiz ösztöndíjával tanulmányútra küldte 1969–70-ben, amelynek során egy szemesztert töltött az Egyházak Világtanácsa ökumenikus főiskoláján a Genf közeli Bossey-ban, egy szemesztert pedig a Zürichi Egyetem teológiai karán. E tanulmányút során a genfi teológiai kar dékánjának és a bosseyi főiskola igazgatójának aláírásával ellátott és a magiszteri fokozatnak megfelelő ún. ökumenikus diplomát szerzett német nyelven írt tanulmányával (Industrielle Produktion – eine biblisch-theologische Untersuchung, 1970). Erről a témáról egy évvel később előadás tartására is felkérték Bosseyban, az ökumenikus főiskola pontos helye: Chateau de Bossey, Céligny (Genf mellett), Genf és Lausanne között, Svájcban.
- 1970–1974. Budapest-kelenföldi gyülekezet segédlelkésze, majd másodlelkésze
- 1974–1984. Az evangélikus egyház külügyi titkára, ami elsősorban a püspök-elnök Káldy Zoltán ökumenikus (német és angol) levelezésének bonyolítását, külföldi vendégek fogadását és tolmácsolását, magyarok utaztatását jelentette. Ennek keretében feladata volt a Lutheránus Világszövetség budapesti világgyűlésének (Budapest, 1984. július 22. – augusztus 5.) – előtte pedig egy nemzetközi ifjúsági találkozó – hazai szervezése.
- 1985. január 1.–1989. május 31. Lelkész a Budapest-Angyalföldi gyülekezetben.
- 1991–1999: A rendszerváltás után összehívott zsinat lelkészi elnökévé választotta két ciklusban.
- 1989–2008: Evangélikus Teológiai Akadémia egyetemi tanára
- 1992–1995: Evangélikus Teológiai Akadémia dékánja
- 1995–1998: Evangélikus Teológiai Akadémia rektora
- 2008. Evangélikus Teológiai Akadémia emeritus professzora

## Munkássága
Bár doktori kutatását az újszövetségi teológia területén végezte, az akkori dékán, Fabiny Tibor rábeszélésére elvállalta a rendszeres teológia oktatását már nyolcvan felé közeledő elődje helyén (1989). Fő érdeklődési és kutatási területe az egyházak szociáletikai állásfoglalásainak gyűjtése és kritikai vizsgálata, az ökumenikus párbeszédek eredményei és kérdései, a reformáció (benne Luther Márton és Philipp Melanchthon) teológiájának mai jelentősége, az evangélikus egyház hitvallási iratainak teológiája és története.
Publikációs tevékenységét elsősorban folyóirat-cikkekben megjelent tanulmányai, részben pedig szerkesztői munkája dokumentálják. Hétről hétre fejlődő előadási jegyzeteit szinte tanévenként megújítva digitális formában bocsátotta hallgatói rendelkezésére. 1990-től a Societas Ethica. Gesellschaft für Euopäische Forschung, 1994-től a Wissenschaftliche Gesellschaft für Theologie tagja. Egyik szerkesztője az MTA-EHE (2003–2006), majd (2007–) az EHE Szociáletikai és Ökumenikus Munkacsoport sorozatának (Eszmecsere), melynek eddig 5 kötete jelent meg.

## Főbb művei
- A világhálón elérhető publikációi:[3][4]
- Állambiztonsági érintettségéről nyilvánosan vallott szóban és írásban: Naivitás és bátorság, okosság és kereszt. Megjelent: Credo (15) 2009/1–2, 54–61.[5]
- Reuss András. Lutheranism in Hungary in the Aftermath of Communism[6]
- A Magyarországi Evangélikus Egyház hitvallási iratai. Konkordiakönyv. 1–5. Luther Kiadó, Budapest, 2008–2020
- Az evangélikus – római katolikus dialógus első három szakaszának (1967–1993) dokumentumai; szerk. Reuss András (nyolc dokumentum és hét exkurzus fordítása), 2020
- Az egyetemes vagy ökumenikus hitvallások. Apostoli hitvallás, niceai hitvallás, athanaszioszi hitvallás; tan., jegyz. Reuss András; Luther, Bp., 2020 (Konkordiakönyv)
- Úton az egység felé. A római katolikus – evangélikus párbeszéd dokumentumai. 1972-2013. Szerkesztette Reuss András és Görföl Tibor. Luther és Vigília Kiadó. Budapest. 2021.
- „Naivitás és bátorság, okosság és kereszt”. Credo, 2009. 1–2. sz. 54–61.[7]
- Magyar és német nyelven 159 publikációja jelent meg. Könyvismertetéseinek száma 22. Az Evangélikus Életben 240 írása jelent meg.

## Fontosabb előadásai
- Reuss András: A közös evangélikus, római katolikus nyilatkozat a megigazulásról (2000) Evangelikus.hu [8]
- Reuss András: „Testét, vérét adja ő nekünk” Evangelikus.hu [9]
- Reuss András: Luther, Melanchthon és az iskola. Evangelikus.hu [10]
- Reuss András: Az elmúlt ötszáz év után. Evangelikus.hu [11]
- Reuss András: Ó, adj nékünk, Jézus, békét – A Káldy Zoltán püspök emlékére írt könyvről. „Budapest – D. Káldy Zoltán püspök századik születési évfordulójára készült el az a kétkötetes mű, amelyet özvegye, dr. Esze Magdolna írt, állított össze és adott ki. A több évnyi munka eredménye meglepetés, mert nemcsak semmiféle hír nem előzte meg, de szerzője is ugyancsak ritkán szerepelt egyházunkban a meghívottak listáján.”Evangélikus.hu 2020.02.27.[12]

## Díjai, elismerései
- Ordass Lajos-díj (2018)
- A Magyar Érdemrend tisztikeresztje (2021)
- Károli Gáspár-díj (2022)[13]

## Jelentések Reuss Andrásról az ÁBTL-ben
Reuss Andrásról az ÁBTL-ben kilenc iratcsomóban találhatóak adatok. Az egyházak, ezen belül az Evangélikus Egyház kiemelten az Állambiztonság célkeresztjében volt. Adatokat gyűjtöttek az Evangélikus Hittudományi Egyetem tanárairól, diákjairól, részletes tanrendjéről, a lelkészekről, különösen a vezetőkről, esperesekről, püspökökről stb. Egyszerre több ügynököt alkalmaztak, az ügynökök jelentéseit összehasonlították, ellenőrizték, hogy mennyire megbízhatóak. Reuss Andrásról jelentett pl. „Kovács György” családi neve: Kendeh (korábban Kirchknopf) György, aki mint evangélikus segédlelkész Káldy Zoltán püspök gépkocsivezetője volt, aki szintén „Pécsi” néven III/III-as ügynök volt. „Keresztesi (Keresztes) Péter” vagyis Kovách Attila, református segédlelkész volt, legalább négy dossziényi – egyenként mintegy 300-400 oldalt tartalmazó – munkaanyaga maradt meg. „Pap István” ügynök neve Várady Lajos, aki a budavári gyülekezetnek 1953 óta a budai egyházmegyei esperes  lelkésze volt.
Egy jellemző jelentés Reuss Andrásról: „Kovács György” jelenti 1967. II. 13-án. „A Deáktéri gyülekezetben működik az ország területén a legnagyobb és legaktívabb gyülekezeti ifjúsági kör. Keken András és Hafenscher Károly a fő szervezők. A résztvevők névsorának gyűjtését, személyi adatokkal kiegészítve elkezdtem. Reuss András csöglei lelkész a bp.-i kelenföldi gyülekezetből származik. Teológus évei alatt ismertem meg. Tanárai és a hallgatók elbeszéléseiből is az derül ki, hogy visszahúzódó életet élt. Ez vonatkozik magánéletére, de elsősorban egyházpolitikai szereplésére is. A politikai kérdéseket minden esetben elválasztotta – és ma is – az egyháztól. „Nem politizálunk” jelszóval végezte tanulmányait. Ma is úgy tartják számon: jobboldali ember. Segédlelkész Sopronban, Ózdon és Rudabányán volt. Egyik bátyja nyugaton él, akinél volt már látogatóba. Járt ezenkívül NDK-ba is. Hevesi Károly r. hadnagy a jelentésből többek között kiemeli: Reuss András csöglei lelkészt személyesen ismeri és így ad véleményt. Fontos információ Reuss Andrásról, egyik bátyja nyugaton él, akinél volt már látogatóba. Feladat: a Deák téri gyülekezet tagjainak beazonosítása.”
Reuss András III/III-as ügynök volt, fedőneve: „Veszprémi”. Beszervezését publikálta: Naivitás és bátorság, okosság és kereszt. Megjelent: Credo (15) 2009/1-2, 54-61. o.

## Videófelvételek
- A szembenállástól a közösségig: Reuss András előadása. YouTube. Közzététel: 2016. október 13.
- Luther-konferencia – 2019: Reuss András előadása. YouTube. Közzététel: 2019. február 6.
- Luther-konferencia – 2020: Reuss András emeritus professzor előadása. YouTube. Közzététel: 2020. február 3.